# لطفي بن موسى
لطفى بن موسى(16-4-1937 -)، ممثل ليبي.

## النشاة وتعليم
ولد عبد اللطيف مصطفى بن موسى يوم 16 أبريل 1937م في حي كوشة الصفار بالمدينة القديمة بطرابلس، دخل الكُتَّاب في سن مبكرة. تدرَّج في دراسته حتى دخل الكلية الفنية عام 1953م.

## المرحلة الجامعية

### العمل الحكومي
بعد تخرجه تم تعيِّنه بنظارة المالية، استمر في العمل الوظيفي حتى عام 2000، حين وصل لمرحلة التقاعد. وهو يشغل منصب «مستشار مالي» في شركة البريقة لتسويق النفط.

### البداية الفنية
ظهوره إذاعيًّا كان في أواخر الأربعينات في عمل ثمثيلي عن طريق الفنان كاظم نديم، الذي كان يرعاه فنيًّا، بمشاركة الفنان عبد الله كريستة والكاتب والمخرج محمد أبوعامر الذين يعدون أساتذته في المجال الفني.

## أعماله

### في المسرح
- نفوس تخترق

- مذكرات

- العسل المر

- حلم الجيعانين

- تشرق الشمس

- الزير سالم

### الأعمال الإذاعية
- على هامش التاريخ
- قناديل ومنارات
- قاضي وقضاة
- شفاء الروح

### الأعمال التلفزية
- وجه في مطاف التاريخ

- حرب السنوات الأربع

- أبودعبل

- منزل لبيع

- الفال[3]

- صراع القرية[4]

- كريمة

- الطحالب

- الساهرون

- اليقين

- موسى بن نصير

- ياقوتة

- عقبة بن نافع

- فرسان الله

- الغابة

- على هامش التاريخ (مقامات الحرمذانى)

- وين حصة حواء

### سينما
- أسد الصحراء، النسخةالعربية - فيلم،